# Rudolf Schiestl

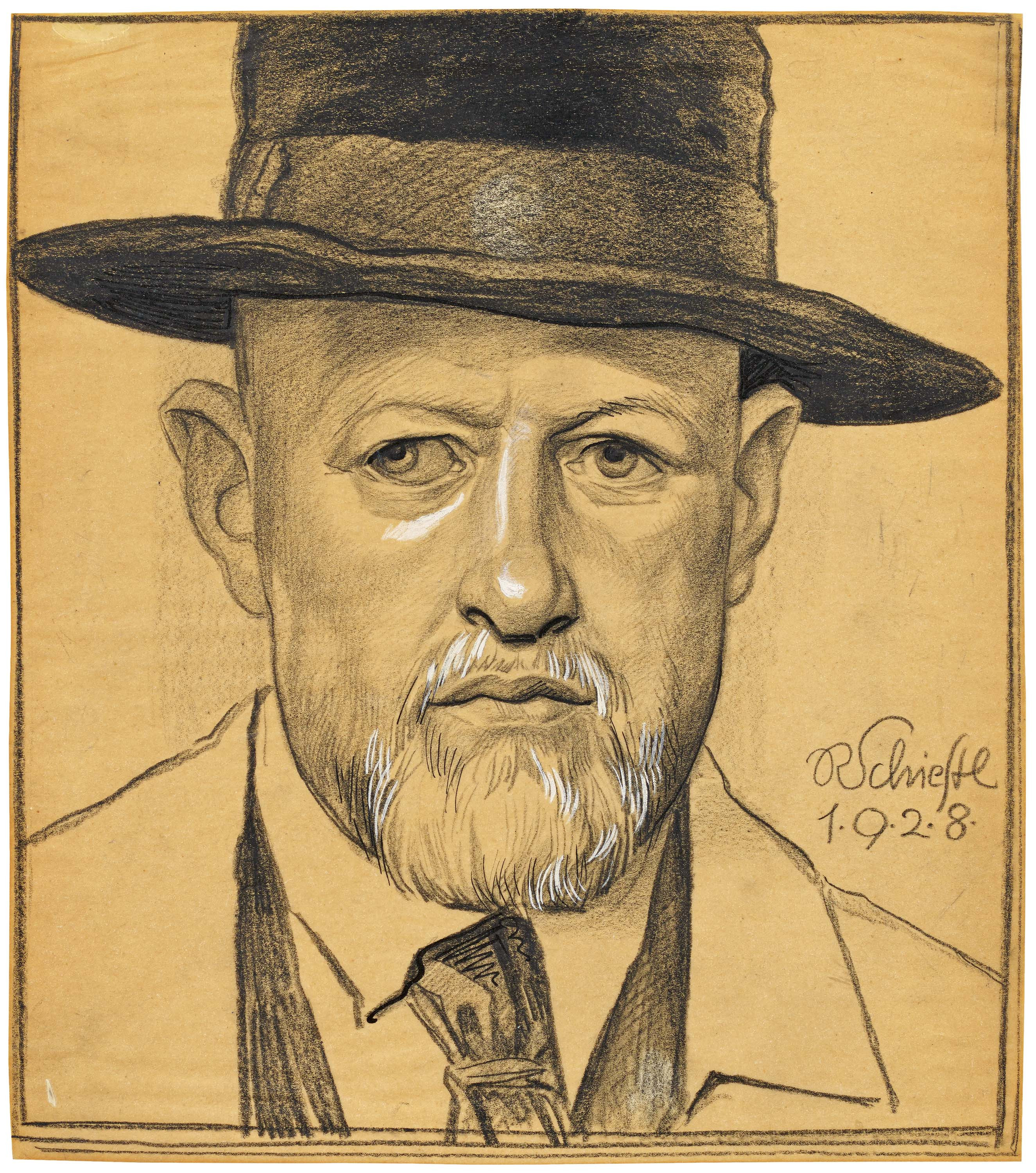
Rudolf Schiestl: Selbstporträt, 1928

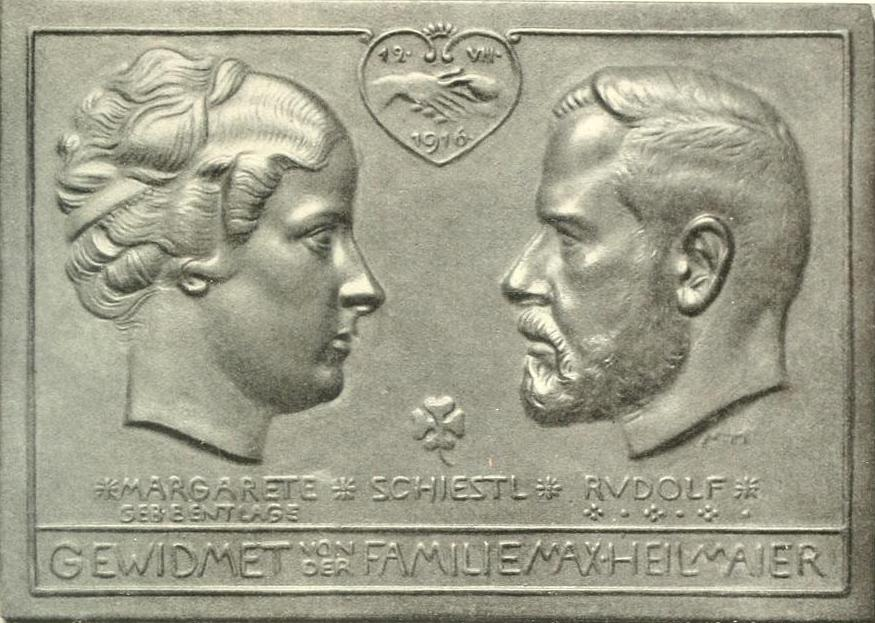
Max Heilmaier: Porträtrelief von Margarete und Rudolf Schiestl (1916)

Rudolf Schiestl (* 8. August 1878 in Würzburg; † 30. November 1931 in Nürnberg) war ein deutscher Maler, Radierer, Grafiker und Glasmaler.

## Leben und Werk
Nach dem Besuch der Volksschule kam er im 12. Lebensjahr gleich seinen Brüdern Heinz und Matthäus in die väterliche Lehre. Sein Vater Matthäus Schiestl der Ältere, ein Bildhauer, stammte aus dem Zillertal in Tirol, seine Mutter Maria Schiestl, geb. Adamer („Bauerntochter zum Korn“) aus Unterlangkampfen (Unterinntal), ebenfalls in Tirol. Frühe Berührung mit mittelalterlicher Plastik, von der manches Stück in der väterlichen Werkstatt restauriert wurde, sowie das Zeichnen nach Stichen und Schnitten von Dürer, Schongauer, Schwind und anderen, sowie Skizzenausflüge in die unterfränkischen Dörfer waren von starkem Einfluss auf seine künstlerische Entwicklung.
1896 ging er auf die Akademie der Bildenden Künste in München zu Gabriel Hackl, nach zwei Semestern in die Malklasse von Franz von Stuck. Seiner eigenen Meinung nach war diese Akademiezeit nicht sehr fruchtbringend für ihn. Seine Naturstudien und die enge Berührung mit dem Volksleben waren vielmehr für seine spätere Entwicklung richtungsweisend.
Im Sommer 1899 arbeitete Rudolf Schiestl in der Tiroler Glasmalerei in Innsbruck. 1900 entstanden – zum Teil in Zusammenarbeit mit seinem Bruder Matthäus – Wandmalereien in der Pfalz, unter anderem in Germersheim, Landau, Kaiserslautern und in der Anna-Kapelle Burrweiler.
Um 1900 entwarf er für den Kölner Schokoladeproduzenten Ludwig Stollwerck Stollwerck-Sammelbilder für das Stollwerck-Sammelalbum Nr. 3. 1901 machte er sich selbstständig, u. a. als Gebrauchsgraphiker mit Steinzeichnungen, Illustrationen und Plakaten. Auf seinen drei Reisen nach Italien lernte er die Temperatechnik kennen, die er in der Münchner Pinakothek in den maltechnischen Studien umsetzte und dabei nach eigenen Worten „die mühsam erworbenen akademischen Kenntnisse verwarf“. Die Sommermonate verbrachte er weitgehend in Würzburg. Zwei Bilder aus dieser Zeit erwarb der König von Rumänien.
1910 erfolgte die Berufung als Professor an die Kunstgewerbeschule Nürnberg als Lehrer für Graphik. Er konnte sich nun intensiv mit der Kunst des Radierens beschäftigen, in der er sich durch Selbststudium weiterbildete. Es entstanden fränkische Landschaften, Bauernbilder, religiöse Themen und Gelegenheitsgrafik.
1916 heiratete er die Schriftstellerin Margarete zur Bentlage, die damals seine Schülerin war. Kurz nach der Heirat musste er zum Heeresdienst einrücken, wo er von Juli bis November 1917 an der Front in Französisch-Lothringen stand.

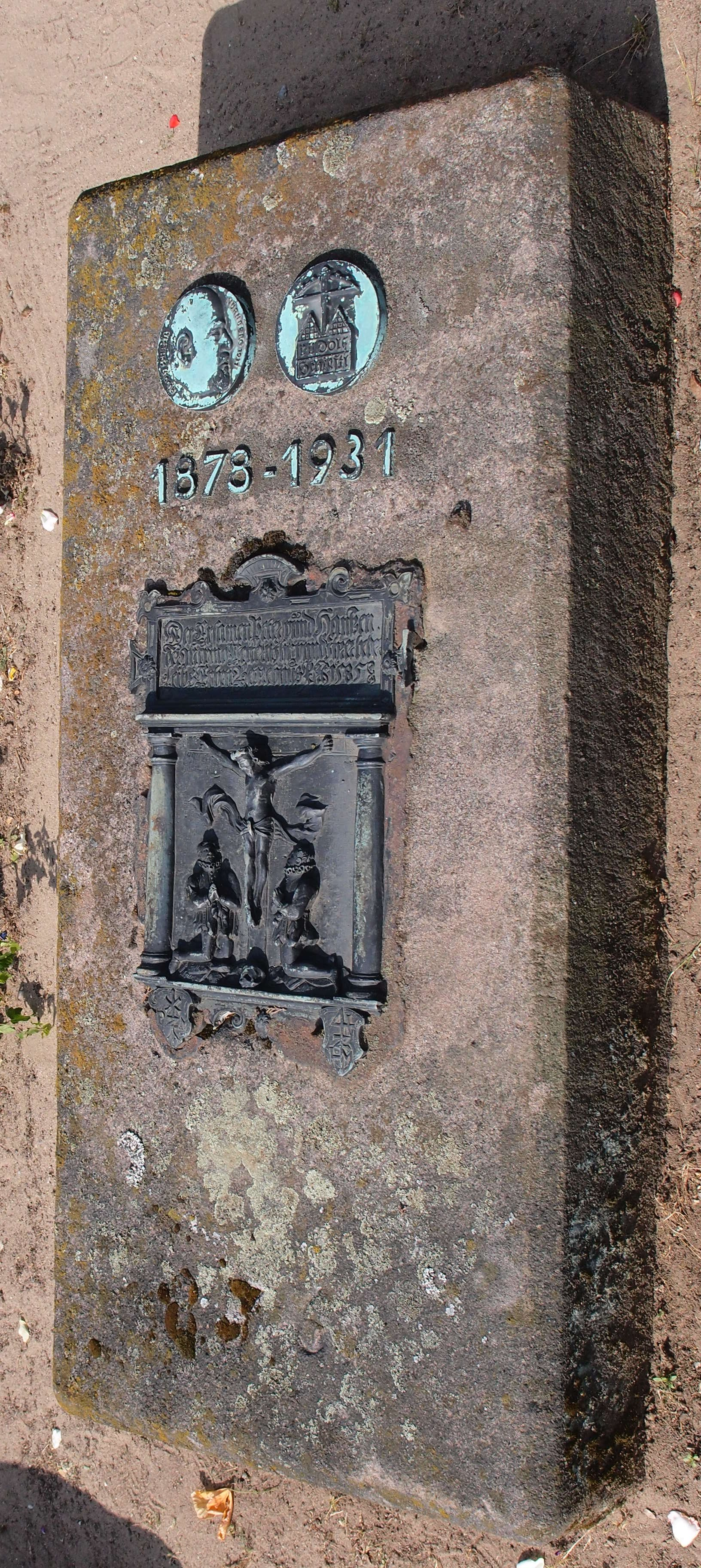
Grabstelle auf dem Johannisfriedhof

1917 war er künstlerischer Leiter der Liller Kriegszeitung als Nachfolger von Karl Arnold und anschließend daran Zeichner für die in Brüssel neu gegründete Armeezeitung Heer und Heimat. Nach Kriegsende wieder in Nürnberg, beschäftigte er sich intensiv mit glühenden Farben und setzte dies in den Hinterglasbildern (Verkündigung u. a.) um. In den darauf folgenden Jahren tritt neben größere Radierungen vor allem der Holzschnitt (Der Tod von Basel u. a.). In der Reihe Der deutsche Spielmann gestaltete und illustrierte er vier Hefte. Ab 1927 widmete er sich vornehmlich der Malerei.
Nach längerer Krankheit starb Rudolf Schiestl am 30. November 1931. Auf dem historischen Nürnberger Johannisfriedhof wurde er unweit des Grabes von Albrecht Dürer begraben.
Eine der größten Schiestl-Sammlungen hatte der Unternehmer Gustav Schickedanz angelegt.

## Werke
- Der Tod von Basel: acht Holzschnitte von Rudolf Schiestl zu dem alten Volksliede. Heyder, Berlin 1924 (urn:nbn:de:hbz:061:1-76855, digitalisierte Ausgabe der Universitäts- und Landesbibliothek Düsseldorf)
- Fränkische Wanderungen. Zeichnungen aus den Skizzenbüchern. Wegweiser-Verlag, Berlin 1925

## Galerie

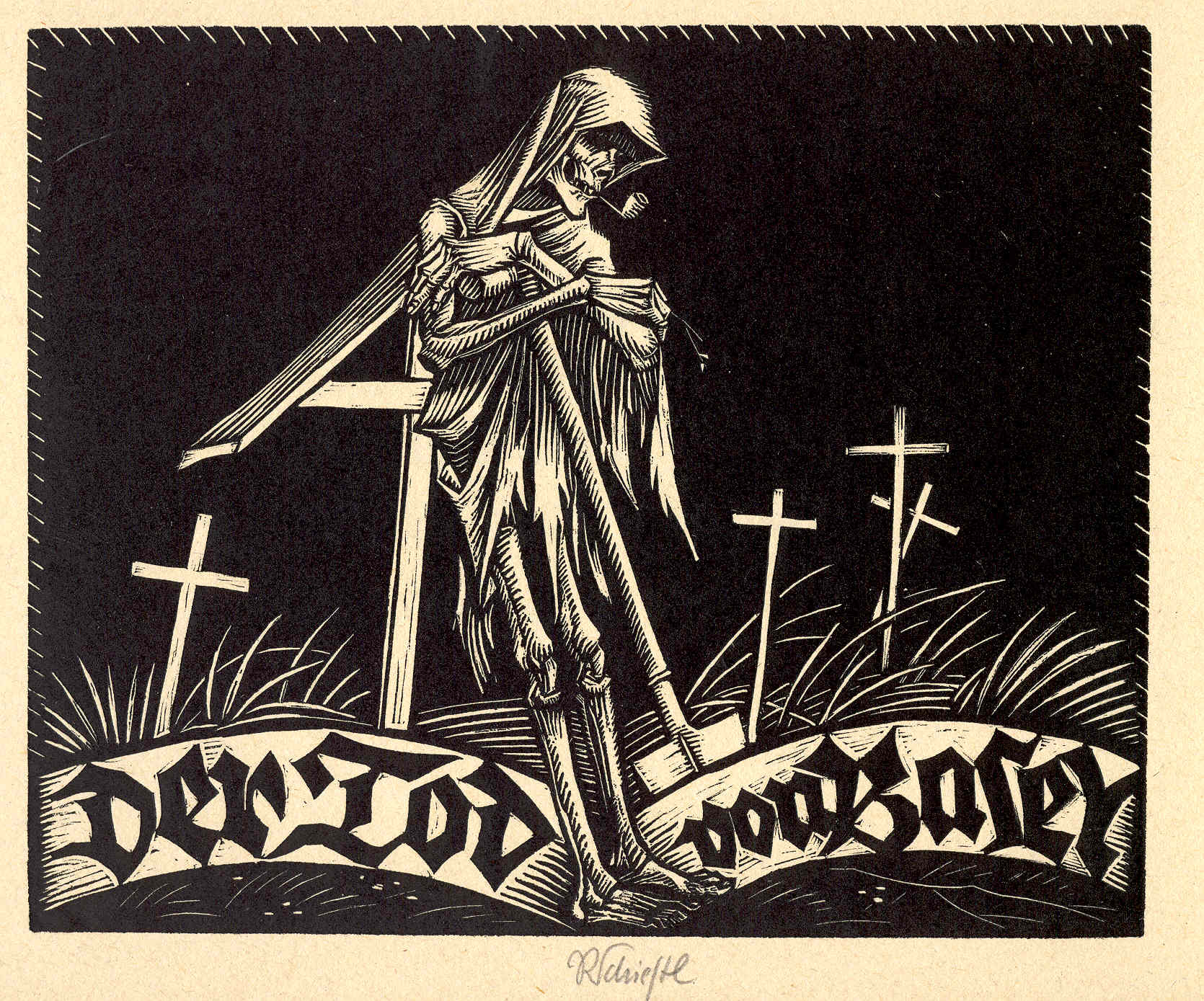
Tod von Basel, Holzschnitt, um 1910
Der deutsche Spielmann, Nr. 36, 1925. Buchschmuck und Illustrationen von Rudolf Schiestl
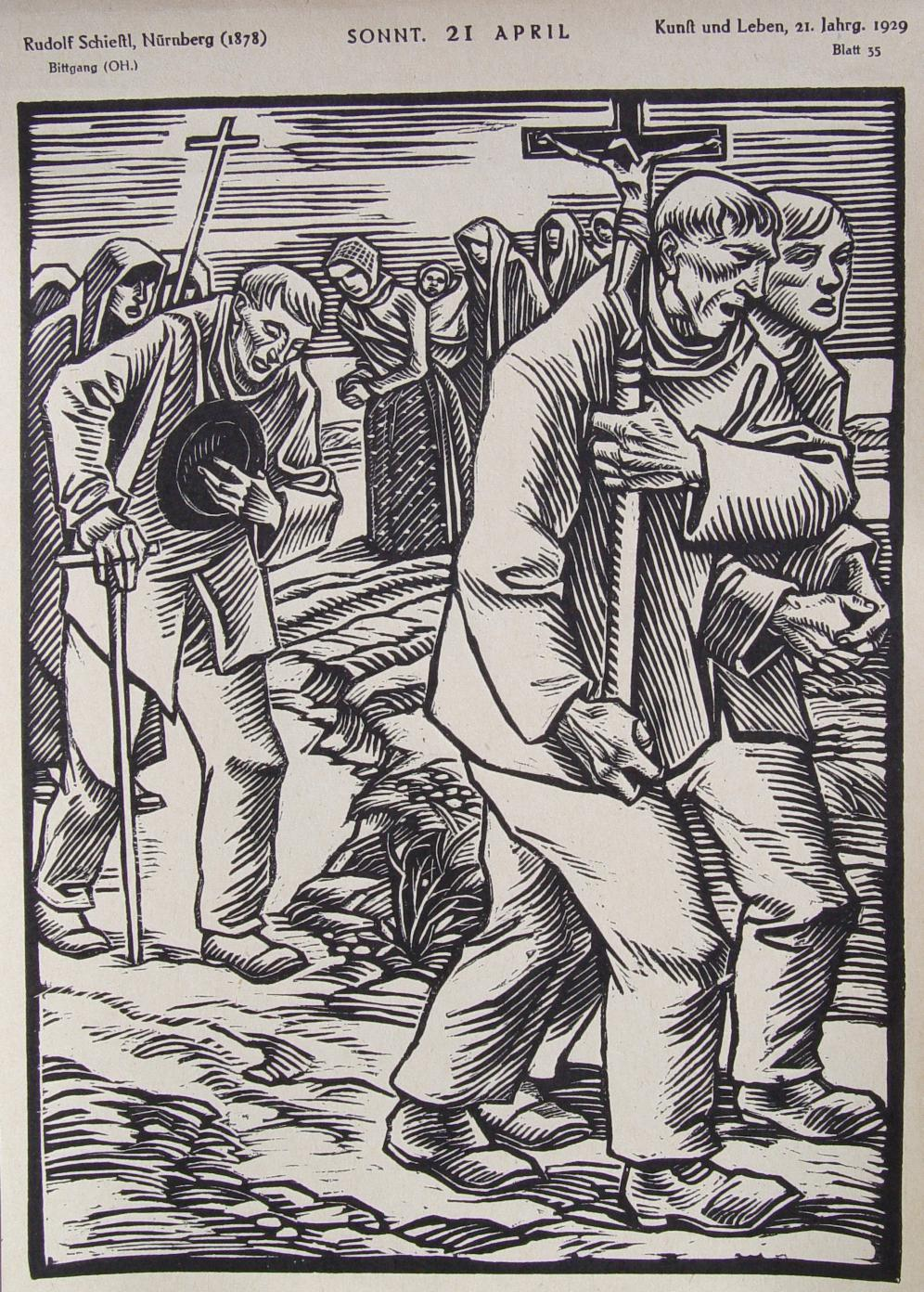
Der Bittgang, Holzschnitt, 1929
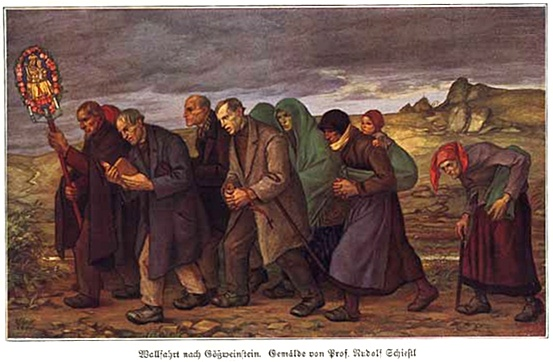
Wallfahrt nach Gößweinstein

## Bekannte Schüler
- Richard Rother (1890–1980), Bildhauer und Holzschneider
- Hermann Wilhelm (1897–1970), Maler und Professor
- Alf Depser (1899–1990), Chemiker, Maler, Zeichner, Holzschneider und Grafiker
- Karl Hemmeter (1904–1986), Bildhauer und Holzschneider
- Alfred Finsterer (1908–1996), Maler, Grafiker und Typograph